# Сомерсет (остров, Бермуды)
Остров Сомерсет (англ. Somerset) — один из основных островов Бермуд. Остров находится на западе цепи Бермудских островов и занимает площадь в 2,84 км², что составляет около половины всей площади округа Сэндис. Остров Сомерсет соединён с островом Мейн-Айленд самым маленьким в мире раздвижным мостом.